# Henri Baudrillart
Henri Baudrillart (Parigi, 28 novembre 1821 – Parigi, 24 gennaio 1892) è stato un economista e giornalista francese.

## Biografia
Baudrillart era il figlio di Jacques-Joseph Baudrillart.
Baudrillart ha studiato presso il liceo Condorcet, dove ha ricevuto nel 1844 il primo premio di filosofia per il Discours sur Voltaire. Nel 1847 è stato uno dei fondatori, insieme a Jules Barni e Jules Simon, della società democratica dei liberi pensatori. Dal 1852 ha insegnato economia politica al Collège de France, dove si trovava l'economista Michel Chevalier. Nel 1853 il suo libro su Jean Bodin et son temps è stato incoronato dal Prix Montyon dell'Académie française.
È stato redattore del Journal des économistes (1855-1864) e dal (1868-1869) di Le Constitutionnel ha collaborato anche con il Journal des débats e la Revue des Deux Mondes.
È stato eletto membro dell'Académie des Sciences Morales et Politiques nel 1831. Nel 1866, divenne titolare della cattedra di storia economica presso il Collège de France. Dal 1869 contribuì in diversi articoli del Dictionnaire général de la politique di Maurice Block. Nel 1881 divenne professore di economia politica presso l'École des Ponts ParisTech.

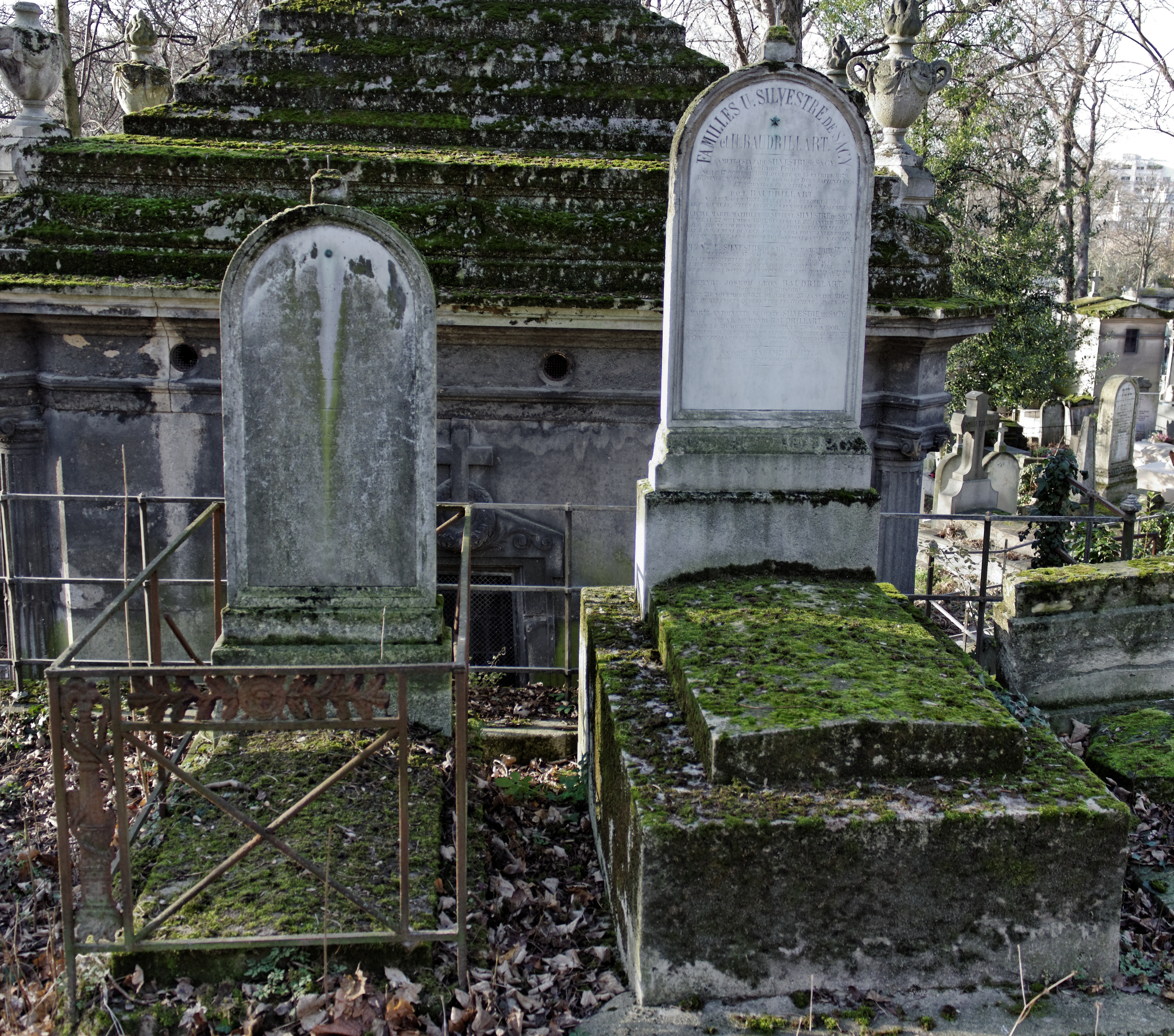
Tomba di Ustazade Silvestre de Sacy e di Henri Baudrillart

È sepolto nel cimitero di Père-Lachaise.
Henri Baudrillart era il padre del cardinale Alfred Baudrillart, membro dell'Accademia di Francia.

## Principali pubblicazioni
- Discours sur Voltaire, mentionné par l'Académie française au concours de 1844 (1844)
- J. Bodin et son temps. Tableau des théories politiques et des idées économiques au XVIe siècle (1853)
- Manuel d'économie politique (1857). Réédition : Elibron Classics, Adamant Media Corporation, 2001.
- Études de philosophie morale et d'économie politique (2 vol. 1858)
- Des Rapports de la morale et de l'économie politique, cours professé au Collège de France (1860)
- Publicistes modernes (1862)
- La Liberté du travail, l'association et la démocratie (1865)
- Éléments d'économie rurale, industrielle, commerciale (1867)
- Économie politique populaire (1869)
- La Famille et l'éducation en France dans leurs rapports avec l'État de la société (1874)
- Histoire du luxe privé et public, depuis l'antiquité jusqu'à nos jours (4 vol. 1878-1880)
- Lectures choisies d'économie politique (1884)
- Manuel d'éducation morale et d'instruction civique (1885)
- Les Populations agricoles de la France (3 vol. 1885)